# Omar Figueroa
Omar Figueroa (ur. 13 grudnia 1989 r.) – amerykański bokser, aktualny mistrz świata WBC w kategorii lekkiej.

## Kariera zawodowa
Jako zawodowiec zadebiutował 21 czerwca 2008 r., zwyciężając w debiucie Edwina Espinozę. Do końca 2012 r., Figueroa wygrał kilkanaście kolejnych walk, z czego jedną zremisował. W tym okresie zdobył tytuł WBO Youth Intercontinental, pokonując niepokonanego wcześniej Michaela Pereza. 20 kwietnia 2013 r., Figueroa zmierzył się z  niepokonanym Abnerem Cotto, krewnym mistrza świata 4. kategorii wagowych, Miguela Cotto. Figueroa niespodziewanie wygrał przez nokaut w 1. rundzie po tym, jak Cotto nie zdołał wstać po 2. liczeniu. 27 lipca zmierzył się z Japończykiem Nihito Arakawą w walce o tymczasowe mistrzostwo świata WBC w kategorii lekkiej. Amerykanin zwyciężył jednogłośnie na punkty, mając rywala dwukrotnie na deskach. Po przejściu Bronera do wyższej kategorii, Figueroa został pełnoprawnym mistrzem. Do 2. obrony przystąpił 26 kwietnia 2014 r., mierząc się z Jerrym Belmontesem. Figueroa obronił tytuł, zwyciężając niejednogłośnie na punkty, ale według ekspertów lepszy był Belmontes. Za walkę Figueroa otrzymał 250 tysięcy a Belmontes 80.